# Louis Leakey
Louis Seymour Bazett Leakey (Nairobi, Kenia Británica, 7 de agosto de 1903-Londres, Reino Unido, 1 de octubre de 1972) fue un arqueólogo, antropólogo, paleoantropólogo y escritor británico.

## Antecedentes
Los padres de Louis, Harry (1868–1940) y Mary (May) Bazett Leakey (m. 1948), eran misioneros de la Iglesia de Inglaterra en África Oriental Británica (ahora Kenia). Harry era hijo de James Shirley Leakey (1824–1871), uno de los once hijos del pintor retratista James Leakey. Harry Leakey fue asignado a un puesto de la Sociedad Misionera de la Iglesia entre los Kĩkũyũ de Kabete, en las tierras altas del norte de Nairobi.

## Juventud
Realizó sus estudios en Inglaterra, primero en una escuela de Weymouth, y luego en el St. John's College de la Universidad de Cambridge. En sus años universitarios sufrió una lesión jugando al rugby que le apartó temporalmente de los estudios, pero aprovechó ese período para unirse a una expedición del Museo Británico a Tanzania para recoger fósiles. Más tarde terminó la licenciatura en antropología y regresó a África por su cuenta en 1926.

## Investigación
Por estas fechas nadie creía en la comunidad científica europea en la posibilidad de un origen africano del ser humano, a pesar de que había sido sugerido por Charles Darwin en su libro El origen del hombre. Junto con su esposa, Mary Leakey, excavaron varios yacimientos en Kenia y Tanzania, pero luego se centraron en su yacimiento favorito de Olduvai. En 1931 descubrieron hachas de mano labradas de un millón de años de antigüedad, pero el primer fósil homínido tardaría en descubrirse casi treinta años más, pues los Leakey sólo podían visitar ocasionalmente Olduvai, por falta de recursos.
A mediados de los años 1950 habían reunido una impresionante colección de fósiles de animales y de utensilios de piedra, pero todavía ningún homínido. En 1959, durante la expedición anual a Olduvai, Louis se quedó en el campamento por no encontrarse bien, y fue Mary la que descubrió el cráneo de homínido (OH-5) que Louis publicó posteriormente como Zinjanthropus boisei (más tarde adscrito al género Paranthropus), en honor de Charles Boise, mecenas de los Leakey. El cráneo se dató en 1.750.000 años.
En 1961, Louis descubrió un ejemplar fósil de Homo habilis, de unos 2 millones de años y mayor capacidad craneal que Australopithecus. En 1967 encontró restos de otro homínido, Kenyapithecus africanus. Posteriormente trabajó en excavaciones que demostrarían la existencia de humanos en California hace más de 14.000 años (12.000 a. C.).
En 1972, Louis murió de un infarto, pero la actividad investigadora de la familia prosiguió en las personas de su esposa Mary y de sus hijos Richard Leakey, y Philip Leakey. Fue el maestro de Dian Fossey, Jane Goodall y Biruté Galdikas.

## Eponimia
- El cráter lunar Leakey lleva este nombre en su memoria.[5]
- El asteroide (7958) Leakey fue nombrado en honor de los antropólogos británicos Mary Leakey (1913-1996), Louis Leakey (1903-1972) y Richard Leakey (1944-2022).